# Гагаєнко Василь Артемович
Василь Артемович Гагаєнко (1858, Київ — 22 квітня 1931, Київ) — оперний і камерний співак (бас).

## Життєпис
З десяти років співав у хорі Києво-Печерської лаври.

Попри те, що професійної освіти не мав, з 1878 вже співав у хорі Київської опери. З 1888 — соліст.
- 1896–98 — соліст Тифліської опери;
- 1909–10 — Харківської опери. В 1911 переміг у вокальному турнірі (були також О. Антоновський і В. Вербицький);
- 1912–13 — соліст Єкатеринбурзької опери.

## Творчість
Виступав на оперних сценах Італії як Гагаїні.
Партнери по сцені: Федір Шаляпін, К. Брун, С. Друзякіна, А. Секар-Рожанський, М. Чахін, А. Томська.
Деякі партії==
- Карась («Запорожець за Дунаєм» С. Гулака-Артемовського),
- Виборний («Наталка Полтавка» М. Лисенка),
- Кончак («Князь Ігор» О. Бородіна),
- Мельник («Русалка» О. Даргомижського),
- Фарлаф, Сусанін («Руслан і Людмила», «Життя за царя» М. Глінки),
- Малюта Скуратов («Царева наречена» М. Римського-Корсакова).

Відомі 7 творів, записаних на грамплатівки (Граммофон, 1907).